# 3724-es mellékút (Magyarország)
A 3724-es számú mellékút egy bő 4 kilométeres hosszúságú, négy számjegyű mellékút Borsod-Abaúj-Zemplén vármegye keleti részén, a Hernád völgyében; a 3-as főút novajidrányi szakaszától húzódik Vizsolyig. Encs és Hidasnémeti térsége között ez az egyetlen út, amely áthidalja az említett folyót.

## Nyomvonala
A 3-as főút régi nyomvonalából ágazik ki – ami ma talán mellékútnak minősül és ilyként a 3030-as útszámozást viseli [de az érvényes útszám a forrás alapján a szócikk írásának idején nem állapítható meg] –, Novajidrány lakott területének északi szélén, nem messze a Felsőzsolca–Hidasnémeti-vasútvonal Novajidrány vasútállomásától. Kelet felé indul, Vizsolyi út néven, és alig 400 méter után már külterületek között húzódik.
Valamivel kevesebb, mint másfél kilométer után lép át Vizsoly határai közé; 2,9 kilométer után híddal átszeli a Hernádot, 3,8 kilométer után pedig eléri a település belterületének északi szélét. Települési neve itt – úgy tűnik – nincs is, hiszen csak egy rövid szakasza húzódik a lakott terület peremén, majd véget is ér, beletorkollva a 3713-as útba, annak a 9+800-as kilométerszelvénye közelében.
Teljes hossza, az országos közutak térképes nyilvántartását szolgáló kira.kozut.hu adatbázisa szerint 4,128 kilométer.

## Története
A Kartográfiai Vállalat 1990-es kiadású Magyarország autóatlasza a teljes szakaszát kiépített, s a burkolatminőségét tekintve pormentes útként tünteti fel.